# قندولة
تقع قرية «قندولة» شمال شرق ليبيا في الجبل الأخضر إلى الجنوب الغربي من مدينة البيضاء بحوالى 40 كم وهي تتبع شعبية شعبيتها.
كان اسمها في الماضي منطقة بئر قندولة بسبب وجود بئر في وسطها، وكان مورد أساسي للماء حينها بسبب تجمع مياه الأمطار فيه وتم تسميتها مع مرور الوقت قندولة وسميت منطقة «قندولة» بهذا الاسم نظرا لنبتة كانت قد نمت بجانب البئر تدعى قندول[بحاجة لمصدر].

## مواضيع ذات علاقة
- الجبل الأخضر
- شعبية شعبيتها.
- مدينة البيضاء